# El Manso (Chile)
El Manso es una localidad ubicada en el Valle de Río Puelo próximo al Estuario de Reloncaví, forma parte integrante de la comuna de Cochamó, en la Región de Los Lagos, Chile.
El Manso se encuentra 12 kilómetros al oriente de Punta Maldonado. Su nombre de debe al Río Manso que se origina en Argentina en el sector de Cajón de Villegas en la Provincia de Río Negro y recorre alrededor de 50 kilómetros en el lado argentino hasta llegar hasta el Paso El León en la frontera y luego recorre otros 30 kilómetros hasta encontrarse con la cuenca del Río Puelo.

## Conflicto ambiental
El año 2008, durante el primer gobierno de Michelle Bachelet, la Dirección General de Aguas de la Región de los Lagos, realizó una subasta pública para rematar los derechos no consuntivos de aguas del Río Manso en el sector chileno por un total de 45 millones de dólares.
En febrero de 2014, durante el segundo gobierno de Michelle Bachelet, la Comisión de Evaluación Ambiental de la Región de Los Lagos aprueba el proyecto "central de pasada Mediterráneo". En esta ocasión se dio a conocer por parte de la comunidad el riesgo sobre sitios arqueológicos, imapactos ambientales y la alteración del Valle de Cochamó
El año 2014 vecinos de distintas localidades mostraron su preocupación al Ministro de Energía de Chile por un proyecto hidroeléctrico que alteraría los cursos de los ríos Manso y Torrentoso para construir una central de pasada.
El año 2015 se dio aprobación al proyecto de construcción que comenzará sus obras el primer trimestre del año 2016 y se extenderá hasta 2018.